# 옥종면
옥종면(玉宗面)은 대한민국 경상남도 하동군의 면이다. 하동의 동북쪽 28km 지점에 위치하며, 진주시 수곡면, 사천시 곤명면, 산청군 단성면과 접경하고 있다. 청정1급수를 자랑하는 덕천강에는 쏘가리, 메기, 꺽지, 쉬리 등 다양한 민물어종이 서식하고 있고 포은 정몽주 선생의 뜻을 기린 옥산서원, 겸재 하홍도 선생의 모한재, 동학농민운동의 얼이 서려 있는 고성산성 등 30여곳의 문화유적이 산재하여 옛 선인들의 올곧은 선비정신을 일깨운다. 차세대 첨단 금속 재료로 각광받는 티타늄은 전국 최고의 매장량을 자랑하고 있고, 불소유황천은 지하암반에서 채수되어 유황, 탄산, 게르마늄, 불소 등 인체에 유익한 요소가 다량 함유되어 각종 피부질환, 순환기계통 질환 치유에 탁월한 효능이 있어 각광을 받고 있다.

## 연혁
- 신라시대 한다사군
- 고려시대 진주부
- 1906년 하동군
- 1914년 5개 면을 2개 면으로 통합(운곡면·북평면→옥동면, 가서면·종화면→가종면)
- 1928년 옥동면(玉東面), 가종면(加宗面)을 옥종면으로 통합
- 1955년 원계리를 진양군 수곡면에 편입
- 1983년 중태리를 산청군 시천면에 편입
- 2003년 청암면 3개(궁항, 위태, 회신)리 편입

## 행정 구역
- 청룡리(靑龍里)
- 월횡리(月橫里)
- 두양리(斗陽里)
- 종화리(宗化里)
- 문암리(文岩里)
- 안계리(安溪里)
- 병천리(屛川里)
- 법대리(法大里)
- 대곡리(大谷里)
- 북방리(北芳里)
- 정수리(正水里)
- 양구리(良邱里)
- 궁항리(弓項里)
- 위태리(葦台里)
- 회신리(檜信里)

## 교육
- 옥종초등학교 (청룡리)
  - 북평분교 (폐교) - 고성산동학로 8625 (대곡리)
  - 두양분교 (폐교) - 옥단로 1629 (두양리)
- 옥종중학교
- 옥종고등학교

## 볼거리
- 하한정
- 모한재
- 옥산서원
- 고성산성

## 특산물
- 옥종딸기
- 어미니쌀
- 곶감
- 파프리카, 토마토